# Krivda (Bevk)
Krivda je drama Franceta Bevka.

## Osebe
- Ana Jereb, vdova
- Jože, njen sin
- Anka, njena hči
- Ivan Drole, hlapec
- Anton Jereb-Brdar, stric
- Julka, Jožetovo dekle
- Čufer, sosed
- Mreta, Anina mati
- Krčmar, dekleta, fantje, sodnik, državni pravnik, odvetnik, jetniški paznik, sluga, orožnik, porotniki

## Vsebina
Godi se po svetovni vojni v samotni vasi v hribih.
1. slika: Julka očita Jožetu, da se ne zna postaviti in se upreti hlapcu Ivanu, ki se v hiši vede kot gospodar. Brdar sluti, da sta Ana in Ivan "zadrgnjena", da se je to zgodilo že pred smrtjo njegovega brata, ki je dolgo ležal bolan, zato Jožeta ščuva, naj se upre. Ko Ivan dvigne roko nad Anko, Jožetu res prekipi, z nožem plane nad hlapca, toda Brdar ga zadrži. Na hrup prihiti Ana, Ivan jo postavi pred izbiro: ali stric ne bo več prestopil praga ali gre od hiše sam! Ana se jasni odločitvi izmakne v tožbe, a ko Ivan jezen odide, odhiti za njim. 
2. slika: Brdar Jožetu odpira oči, namigne celo, da pravo resnico o očetovi smrti poznata samo mati in Ivan; od Jožeta zahteva, naj pomete greh iz hiše. Toda Ana se je odločila, Ivan bo ostal pri hiši. Tudi pred sinom hlapca na vso moč brani, češ da bi posestvo brez njega propadlo. Na Jožetovo vprašanje, ali se bo omožila, obotavljivo odgovori, da ne, ko pa Jože načne problem očetove smrti, razburjena pobegne.
3. slika: Ivan je Jožetu skril harmoniko in mu zaklenil hišna vrata, fanta skuša zlomiti in pokoriti. Ana hlapcu očita, da je šel predaleč, med njima pride do ostrih besed, ki razkrijejo, da sta imela že pred Anino poroko nekaj med sabo. Ivan je v posestvo vlagal svoja sredstva, potegnil kmetijo iz blata - če ga bo postavila pod kap, bo izterjal do zadnjega centa, in če bo pokazala nanj, bo tudi on iztegnil svoj prst ... Ana se na te besede zgrozi in ko Ivan pritiska, naj končno izpolni svojo obljubo o poroki, skrušeno popusti: mora ga vzeti, noseča je, naj kar on določi dan poroke.
4. slika: V gostilni fantje in dekleta težko čakajo Jožeta, da jim bo zaigral za ples. Toda Jože pride brez harmonike, ves je iz sebe, ker mu je hlapec zaklenil vrata. Zbadanje fantov, Julkina nevolja in Brdarjevo ščuvanje le še prilijejo olja na ogenj. Jože pije kot brez uma, nato izmakne z mize nož in plane v noč, češ da bo prinesel harmoniko.
5. slika: Anka je Jožetu odprla vrata, ta zdaj zahteva od matere, naj zanika grde govorice - rad jo ima, verjel ji bo, če le ne bo vzela Ivana. Hlapec se vmeša, po njunem vedenju Jože spozna, da so govorice resnične; vrže se nanj, toda Anka mu ubrani, Ana pa potegne Ivana v kamro in se zaklene. Tedaj Jože zasliši iz daljave zbadljivo fantovsko pesem, spomni se harmonike. Ivan mu iz kamre posmehljivo zakliče, da je harmonika pod njegovo posteljo, naj jo pride iskat, če si upa. Jože vdre vrata v kamro, zabode hlapca in s harmoniko odide.
6. slika: Na zaslišanju pred sodniki Jože prizna svoje dejanje, a samega sebe ne razume, kako je lahko ubijal. Brdar vrže krivdo na Ano, ta jo pri zaslišanju nehote potrdi, ko sinu očita, da je njeni najmlajši, Marički, in njenemu še nerojenemu otroku ubil očeta. Jože je zlomljen, kljub vsemu je še zmeraj verjel vanjo. Brdar besen obtoži Ano umora, pove, kako je bilo tisto noč, ko je njen mož umrl. Ana se divje brani, a je zaradi suma pridržana v zaporu. 
7. slika: Anka in Julka s strahom čakata, da se vsaj stric vrne z obravnave, na kateri sodijo Ani in Jožetu. V Anki se ljubezen do matere bojuje z groznimi spomini in mislimi o materini krivdi. Končno Brdar le pride: Ana je oproščena zaradi pomanjkanja dokazov, Jože bo sedel še tri leta. Julka v solzah obljubi, da ga bo čakala, in odide, ne mara se srečati z Ano, ki v spremstvu matere pravkar prihaja. Sprejem je za Ano boleč: Brdarjevo sovraštvo, Ankin strah, mati je ne more sprejeti, saj je imetje že prepisala - kam naj gre? V obupu se ji izvije priznanje: zakaj nisem raje vsega priznala, obdržali bi me bili! Brdar je zgrožen, potrdila se mu je grozna slutnja in mu legla na srce kot skala; molčal bo, Ana naj sama opravi s svojo vestjo in Bogom, le proč naj gre, da se nesrečna hiša spet dvigne! Ana se odloči, zapre se v kamro in se obesi. Brdar tolaži Anko, ki je od groze kakor iz uma: konec je, nič več se ne more zgoditi ... moli naj za materino dušo!
Varianta 7. slike: Po oprostitvi Ana noče zapustiti hiše, zavrača mater, ki hoče, naj gre k nji. Toda Brdar vpraša, kako bo čez tri leta, ko se vrne Jože? Popadali se bodo kakor gadje, grehu ne bo konca, najbolj bo pa trpela Marička, ki jo bodo pitali s pankrtom ... To Ano prepriča, v obupu se ji izvije priznanje o zločinu. Brdar obljubi, da bo molčal, naj otroci mislijo, da je boljša, kot je v resnici, dovolj mu je, če zapusti hišo. Ana z materjo odide, Brdar tolaži jokajočo Anko: bolje je tako, živeli bodo, kakor bodo mogli ... Je za mejo že posejano? Jutri bodo začeli - čeprav je njemu morda še huje kakor njej ...